# Кладовска пешчара
Кладовска пешчара или архаично Кладовски Пешчар је пешчара Дунавског слива Карпатске Србије и Кључа, код Кладова на Дунаву.
Ова пешчара је у ширем смислу део ланца пешчара у микрорегиону Источне Србије (види: Пешчара), због њиховог сличног порекла – еолско извејавање Дунавског наноса.
Административно се налази у Општини Кладово, а ситуирана је источно од града. Пешчара покрива приближно 40 km² од чега ефективна површина пешчарског карактера износи свега 7 km².
Нешто јужније, према Грабовици налази се још једна пешчара, Љубичевачки песак, најмања пешчара Србије са око 1 km² површине, са којом Кладовска у ширем географском смислу чини целину.

## Изглед, живи свет
Пешчаре су јединствене и представљају геолошку и биолошку вредност, нарочито њихова станишта са отвореним песком. Због тежње човека да покретни песак веже а и генерално, да сваки педаљ пејзажа уреди, данас имамо само мале фрагменте правих пешчара, али се и њихов песак копа и експлоатише.
Што се биљног покривача тиче, Кладовску пешчару покрива шума, претежно багрема, а другим делом је култивисана, са доста парлога и пашњака што јој даје мозаичан карактер. Ово погодује живом свету, пре свега је богата орнитофауна (на пример пчеларица, легањ, пиргаста грмуша, стрнадица жутовољка, виноградска стрнадица, шумска трептељка, јаребица и др.). Динског рељефа нема, релативне висинске разлике износе свега 2-5 m. Отвореног, покретног песка има само тамо где се узоре или илегално експлоатише.